# Молек, Якоб
Якоб Антоне Молек (словен. Jakob Antona Molek, серб. Јакоб Антоне Молек; 20 июля 1914, Петковец — 7 марта 1945, Бистрица) — югославский словенский партизан времён Народно-освободительной войны Югославии.

## Биография
Родился 20 июля 1914 в Петковце. До войны работал на кожевенной фабрике в Камнике. В партизанском движении с 1941 года, известен под псевдонимом Мохор. Инициатор партизанского движения в Камнике, сооснователь 1-й Камникской роты и Камникского партизанского батальона.
В составе Камникского батальона Якоб участвовал во множестве стычек: боевое крещение он принял в битве при Дражгоше. За короткое время в Тухиньской долине он набрал 150 человек, из которых создал Камникско-Кокрский партизанский отряд. В июне 1942 года со своими войсками он взял Страйне, Чрнивец, а также разгромил войска близ Козяка и Брезовицы. 10 июня 1942 Молек в одиночку со своим отрядом разбил крупную группу итальянцев и немцев.
После освобождения Нове-Штифта и Савиньской долины он был назначен политруком батальона, до лета 1944 года был заместителем политрука при 6-й бригаде имени Славко Шландера. Осенью 1944 года в Штирии вошёл в состав местного комитета Компартии Словении. В конце 1944 года перебрался в Прекмурье.
7 марта 1945 Якоб Молек погиб в Бистрице в боях с немцами. Похоронен в Горной-Бистрице. Указом Иосипа Броза Тито от 27 ноября 1953 посмертно награждён орденом и званием Народного героя Югославии.